# Jim Fox
Pour les articles homonymes, voir James Fox et Fox.
James Charles Fox (né le 18 mai 1960 à Coniston, dans la province de l'Ontario au Canada) est un joueur professionnel retraité de hockey sur glace ayant évolué à la position d'ailier droit.

## Carrière
Après deux saisons passé au niveau junior B avec les Trappers de North Bay, Jim Fox rejoint les 67 d'Ottawa de l'Association de hockey de l'Ontario où il devient un des plus prolifiques marqueurs de l'histoire de la ligue alors qu'il inscrit plus de 100 points à chacune de ses trois saisons dans cette ligue. Jumelé à Yvan Joly et Sean Simpson au cours de cette dernière saison avec les 67, il termine premier pointeur de la ligue avec une récolte de 166 points en 52 rencontres.
Il est appelé durant cette même année à représenter le Canada lors du Championnat du monde junior de 1980 où il termine second au chapitre des points marqués derrière Dino Ciccarelli. Puis, au printemps de cette même année, il est repêché au premier tour par les Kings de Los Angeles lors du repêchage d'entrée de la Ligue nationale de hockey.
Rejoignant Los Angeles dès la saison 1980-1981, Fox adapte son style de jeu rapidement à celui des Kings et ceci lui permet dès sa première saison en Californie d'obtenir 43 points en 77 rencontres, tout en n'obtenant que quatre pénalités mineures. Au cours de la saison suivante, il réussit sa première saison de trente buts dans la LNH et aide les Kings à causer la surprise lorsque l'équipe élimine les Oilers d'Edmonton, considérés comme les favoris à l'obtention de la Coupe Stanley, lors du premier tour des séries éliminatoires.
Après avoir inscrit 118 buts entre 1981 et 1985, il se voit contraint de rater la moitié de la saison 1985-1986 en raison d'une blessure au dos. Il revient néanmoins à temps au jeu pour aider le Canada à remporter la médaille de bronze lors du Championnat du monde de 1986.
De retour du championnat du monde, Jim Fox voit sa production diminuer quelque peu au cours des deux saisons suivantes. Puis, lors du premier match des séries de fin de saison de 1988, alors que les Kings affrontent à nouveau les Oilers, il se blesse sévèrement à un genou et doit rater la saison suivante en entier pour s'en remettre.
Il revient au jeu lors de la saison 1989-1990, mais ne joue que onze rencontres avant de mettre un terme à sa carrière de joueur. Il reste tout de même dans l'entourage des Kings en acceptant un poste aux relations publiques du club puis rejoint le réseau de télévision Fox Sports West où il décrit durant dix-neuf saisons les rencontres des Kings en compagnie de Bob Miller.
Le 11 février 2006, les Kings célébrèrent au Staples Center la journée Jim Fox afin de souligner ses 25 années de services avec les Kings.

## Statistiques

### Statistiques en club
| Saison     | Équipe                | Ligue      |     | Saison régulière | Saison régulière | Saison régulière | Saison régulière | Saison régulière |    | Séries éliminatoires | Séries éliminatoires | Séries éliminatoires | Séries éliminatoires | Séries éliminatoires |
| Saison     | Équipe                | Ligue      | PJ  | B                | A                | Pts              | Pun              | PJ               | B  | A                    | Pts                  | Pun                  |                      |                      |
| 1975-1976  | Trappers de North Bay | AHJNO      | 44  | 30               | 45               | 75               | 16               |                  |    |                      |                      |                      |                      |                      |
| 1975-1976  | Wolves de Sudbury     | AHO        |     |                  |                  |                  |                  | 4                | 3  | 3                    | 6                    | 0                    |                      |                      |
| 1976-1977  | Trappers de North Bay | AHJNO      | 38  | 44               | 64               | 108              | 4                | 19               | 13 | 25                   | 38                   | --                   |                      |                      |
| 1977-1978  | 67 d'Ottawa           | AHO        | 59  | 44               | 83               | 127              | 12               | 13               | 7  | 14                   | 21                   | 0                    |                      |                      |
| 1978-1979  | 67 d'Ottawa           | AHO        | 53  | 37               | 66               | 103              | 4                | 4                | 2  | 1                    | 3                    | 2                    |                      |                      |
| 1979-1980  | 67 d'Ottawa           | AHO        | 52  | 65               | 101              | 166              | 30               | 11               | 6  | 14                   | 20                   | 2                    |                      |                      |
| 1980-1981  | Kings de Los Angeles  | LNH        | 71  | 18               | 25               | 43               | 8                | 4                | 0  | 1                    | 1                    | 0                    |                      |                      |
| 1981-1982  | Kings de Los Angeles  | LNH        | 77  | 30               | 38               | 68               | 23               | 9                | 1  | 4                    | 5                    | 0                    |                      |                      |
| 1982-1983  | Kings de Los Angeles  | LNH        | 77  | 28               | 40               | 68               | 8                |                  |    |                      |                      |                      |                      |                      |
| 1983-1984  | Kings de Los Angeles  | LNH        | 80  | 30               | 42               | 72               | 26               |                  |    |                      |                      |                      |                      |                      |
| 1984-1985  | Kings de Los Angeles  | LNH        | 79  | 30               | 53               | 83               | 10               | 3                | 0  | 1                    | 1                    | 0                    |                      |                      |
| 1985-1986  | Kings de Los Angeles  | LNH        | 39  | 14               | 17               | 31               | 2                |                  |    |                      |                      |                      |                      |                      |
| 1986-1987  | Kings de Los Angeles  | LNH        | 76  | 19               | 42               | 61               | 48               | 5                | 3  | 2                    | 5                    | 0                    |                      |                      |
| 1987-1988  | Kings de Los Angeles  | LNH        | 68  | 16               | 35               | 51               | 18               | 1                | 0  | 0                    | 0                    | 0                    |                      |                      |
| 1989-1990  | Kings de Los Angeles  | LNH        | 11  | 1                | 1                | 2                | 0                |                  |    |                      |                      |                      |                      |                      |
| Totaux LNH | Totaux LNH            | Totaux LNH | 578 | 186              | 293              | 479              | 143              | 22               | 4  | 8                    | 12                   | 0                    |                      |                      |

### Statistiques en équipe nationale
| Année | Équipe | Compétition                 |    | PJ | B | A | Pts | Pun                |  | Résultats |
| 1980  | Canada | Championnat du monde junior | 5  | 3  | 2 | 5 | 0   | 5e place           |  |           |
| 1986  | Canada | Championnat du monde        | 10 | 3  | 2 | 5 | 4   | Médaille de bronze |  |           |

## Honneurs et trophées
- Association de hockey de l'Ontario
  - Vainqueur du trophée Eddie-Powers remis au meilleur pointeur de la ligue en 1980.
  - Nommé dans la première équipe d'étoiles en 1980.
  - Nommé joueur par excellence de la ligue en 1980.

## Transaction en carrière
- 1980 : Repêché par les Kings de Los Angeles (1er choix de l'équipe, 10e au total).